# Ограничение цены на российскую нефть (2022)

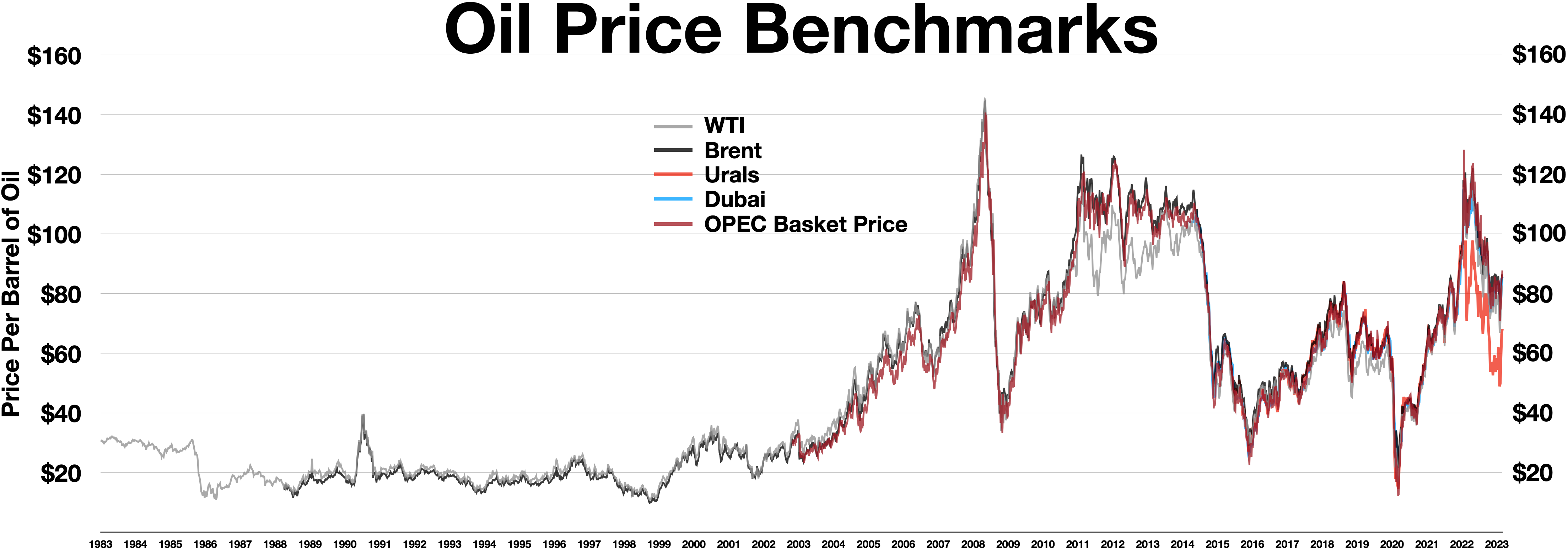
Цены на нефть разных марок. Видно снижение цены на российскую нефть (Urals) относительно других марок, а также общее падение цен на нефть с 2022 года

В рамках санкций, наложенных на Российскую Федерацию за нападение на Украину, 2 сентября 2022 года министры финансов стран G7 договорились ограничить цены на российскую нефть и нефтепродукты, чтобы уменьшить возможности России финансировать войну с Украиной, не увеличивая всплеск инфляции в 2021—2022 годах. К ограничению цен присоединились государства Большой семёрки, Европейский союз, Австралия, Албания, Босния и Герцеговина, Исландия, Лихтенштейн, Новая Зеландия, Норвегия, Северная Македония, Украина, Черногория и Швейцария.
В 2022 году Российская Федерация была защищена от последствий санкций, связанных с нефтью и газом, из-за роста мировых цен на нефть и газ. Причина введения ценового предела заключается в том, чтобы убрать подушку безопасности, чтобы доходы, получаемые Россией, были ограничены и не увеличивались, если мировые цены на нефть и газ в будущем вырастут. Кроме того, это значительно усложнит аренду нефтяных танкеров для России, что ещё больше ограничит количество нефти, которую Россия может продать и отправить клиентам, что ещё больше сократит доходы.
Ограничение стоимости российской нефти на 2022 год будет обеспечиваться морским подтверждением[прояснить] того, что российская нефть была куплена ниже определённой установленной цены, независимо от рыночных условий. По состоянию на сентябрь 2022 года этот потолок цен не был установлен, но финансовые компании из G7 могли только предоставлять транспортные и другие услуги для российской нефти. Поскольку российская нефть больше не будет импортироваться в Европу с 5 декабря 2022 года, а в США уже действует полный запрет на поставки, контролируемая покупка российской нефти затронет только третьи страны. Согласно данным слежения за судами, передача нефти (российского происхождения) уже происходила за пределами территориальных вод G7, что создает проблемы для его соблюдения.

## Обсуждение предложений по санкциям
Министр финансов Франции Бруно Ле Мэр сказал, что для успеха этого предложения потребуется более широкое международное участие, заявив, что «это не должна быть западная мера против России, это должна быть глобальная мера против войны». В ответ Россия заявила, что приостановит продажи в страны, поддерживающие ограничение цен. Аналитики в области энергетики также выразили скептицизм в отношении реалистичности ограничения цен, поскольку коалиция «недостаточно широка»; ОПЕК+ назвала этот план «абсурдным». Скорее всего, США и ЕС попытаются выполнить план, ограничив доступ России к западным страховым услугам.
В октябре 2022 года Индия (третий по величине импортер нефти в мире) объявила, что не будет присоединяться к мерам по ограничению цен на российскую нефть. Индия получает российскую нефть со значительной скидкой и рассматривает Россию как стратегического экономического партнера. Однако в марте 2023 года, по данным Bloomberg, Индия решила не нарушать санкции против России, в том числе в части соблюдения потолка цен на нефть 60 долл. США за баррель.
Уровень предельной цены подробно обсуждался сторонами соглашения. 28 ноября 2022 г. Международная рабочая группа по российским санкциям при FSI Stanford сообщила, что предельная цена в размере 75 долл. США за баррель будет хуже, чем полное отсутствие ограничений. 55 долларов за баррель сократит доходы России от нефти до 166 миллиардов долларов, что ограничит финансы российского государства, прежде чем можно будет рекомендовать ограничение в 35 долларов за баррель, что сократит доходы до 100 миллиардов долларов, что приведет к серьёзным финансовым изменениям, но при этом цена останется выше себестоимости.

## Максимальная цена
Европейский союз (ЕС) предварительно согласился 1 декабря 2022 года установить первоначальный верхний предел цены барреля российской морской нефти в размере 60 долларов США с механизмом корректировки, чтобы сохранить верхний предел на уровне 5 % ниже рыночной цены, как сообщает Международное энергетическое агентство, которое пересматривается каждые два месяца. 2 декабря 2022 года ЕС подтвердил предельную цену и присоединился к странам G7 и Австралии, которые ввели санкции с 5 декабря 2022 года с двумя ежемесячными пересмотрами уровня предельной цены.
- 5 декабря 2022 г. 60 долл. США за баррель

Следующий пересмотр ценового предела 15 января 2023 г.

## Реакция

### Россия
Кремль готовит указ президента, который запретит российским компаниям и любым трейдерам продавать нефть всем, кто участвует в ценовом «потолке». Указ также запрещает вести дела как с компаниями, так и со странами, присоединившимися к механизму ограничения цен. Механизм запрета для российских компаний на продажу нефти с использованием ценового потолка планируют принять до конца 2022 года.
В условиях, когда страхование и перестрахование судоходства обычно поступают из Европы или США, а синдикаты Ллойда объявляют российские воды зоной риска военных действий, что делает страхование труднодоступным и дорогим, Россия стремится ускорить запуск собственного страхования судоходства.
Эксперимент по отправке в Китай одного из трех ледокольных нефтяных танкеров, проходящих через полярный круг к северу от России, был испытан, рейс составляет 3300 миль и занимает около 8 недель.
Считается, что Россия закупает около 100 нефтяных танкеров для создания «теневого флота» для обхода возможных санкций. Средний срок службы закупаемых танкеров составляет от 12 до 15 лет, что ниже среднего срока эксплуатации всех российских наливных танкеров и фактически ведёт к омоложению танкерного флота России. В настоящее время России необходимо около 240 танкеров для сохранения текущего уровня производства.
6 декабря 2022 года стало известно, что Россия в качестве ответа на введенный потолок цен на российское сырье рассматривает возможность установления фиксированной цены на свою нефть.
13 декабря СМИ опубликовали проект президентского указа со списком ответных мер на введение фиксированной цены на российскую нефть. Из документа следует, что продажа нефти будет запрещена в тех случаях когда: в контракте, в качестве получателя указана страна, присоединившаяся к потолку; в контакте есть условие ограничения цены равные 60 долларам за баррель. В проекте указа есть разрешение на обход любых запретов на проведение сделок.
Действие указа не будет распространяться на соглашения, заключенные до 5 декабря.
14 декабря 2022 года Bloomberg со ссылкой на осведомленные источники сообщил о смягчении мер, запланированных в ответ на «потолок цен» для российской нефти. По словам источников, указ президента, который должен быть издан в ближайшие дни, не будет содержать запрета на покупку нефти для отдельных стран, но запретит продажу по контрактам, в которых упоминается предельная цена. Было отмечено, что цены на нефть упали на прошлой неделе после того, как стало ясно, что западные державы собираются установить достаточно высокий предел цен, чтобы он не стал серьезным препятствием для продаж российской нефти.
23 декабря 2022 года вице-премьер Александра Новак заявил, что Россия может сократить добычу нефти на 500 000—700 000 баррелей в день в начале 2023 года в ответ на ограничение цен на экспорт сырой нефти, установленное G7. Новак, который выступал в качестве главного переговорщика от России в ОПЕК+, повторил, что Россия не будет продавать свою нефть покупателям и странам, которые используют западный предел цен.
27 декабря 2022 года Путин подписал указ об ответных мерах на введение потолка цен на российскую нефть. Указ запрещает поставки нефти и нефтепродуктов из России тем, кто прописывает в контрактах потолок цен.
1 февраля в России начал действовать запрет на продажу нефти странам, которые ввели ограничения на её цену. Экспорт нефти и нефтепродуктов по ограниченной стоимости возможен только с разрешения Владимира Путина. Срок действия запрета до 1 июля 2023 года.

### США
19 января 2023 года агентство Bloomberg сообщило, что администрация президента США Джо Байдена выступает против любых шагов по снижению экспортной цены на российскую нефть. Ряд членов ЕС, в частности, Польша и Эстония, настаивал на более низком потолке, чтобы сократить доходы России, но другие страны, опасаясь ущерба для собственной экономики, требовали его повышения. Будущий пересмотр потолка возможен только при единогласном одобрении государств G-7 и ЕС. Однако, официальный представитель  G-7 сообщил Bloomberg, что США были ведущей силой, стоящей за ценовым потолком, и если они не хотят пересмотра, то его не будет.
12 октября 2023 года США ввели первые блокирующие санкции за несоблюдение ограничения цены на российскую нефть, так под санкции попала турецкая компании Ice Pearl Navigation Corp и её танкер Yasa Golden Bosphorus, а также  Lumber Marine SA из ОАЭ, и её танкер SCF Primorye. Судно эмиратской компании перевозило российскую нефть по цене выше $75 за баррель, а турецкий танкер — по цене $80 за баррель.

### Украина
Президент Украины Владимир Зеленский назвал принятое ограничение «слабой позицией» и недостаточно «серьёзной», чтобы нанести ущерб российской экономике.

## Действие санкций
При невыполнении условий потолка цен Россия теряет доступ к:
- около 55 % танкеров, которые вывозят российскую нефть из страны и принадлежат Греции[17];
- страховым услугам расположенной в Лондоне Международной группы клубов взаимного страхования судовладельцев International Group of P&I Clubs — она обеспечивает страховыми услугами около 95 % мирового тоннажа морских судов[33];
- услугам швейцарских трейдеров[2].

### Условия ограничения цен на нефть в США
22 ноября 2022 года Управление по контролю за иностранными активами (OFAC) в США опубликовало руководство по применению политики ограничения цен.
Коалиция стран G7, Евросоюза и Австралии договорилась о запрете ввоза сырой нефти и нефтепродуктов российского происхождения при поддержке широкого круга компаний, занимающихся транспортировкой нефти.
Цель состоит в том, чтобы сохранить поставки нефти при одновременном снижении доходов Российской Федерации.
Гражданам США будет разрешено оказывать услуги, связанные с:
- Торговым представительством (услуги брокера)
- Финансированием
- Перевозками
- Страхованием, включая перестрахование и защиту и возмещение убытков
- Маркировкой
- Таможенное представительство

если цена на нефть будет соответствовать предельной или ниже её.
Нефть, отгруженная до 00:01 5 декабря 2022 года и доставленная до 00:01 19 января 2023 года, будет освобождена от ограничений.
Нефть не может быть отгружена в юрисдикцию, в которой действует запрет на импорт нефти из Российской Федерации, например, в США.
Стороны, предоставляющие услуги, способствующие нарушению ценового предела, будут подвергаться штрафным санкциям OFAC.
Ожидается, что юрисдикция, устанавливающая флаг, поставит судно, причастное к нарушению правил, через процесс снятия флага.
Правила безопасной гавани применяются к сторонам, участвующим в разрешенных действиях.
Лицензии можно будет запросить в OFAC.
Предельная цена устанавливается Коалицией предельной цены.

### Условия ограничения цен на нефть в странах G7
Страны большой семёрки в январе 2023 года запланировали ввести помимо ограничения цены на сырую нефть, которую можно покупать не дороже $60 за баррель, еще два потолка цен на российские нефтепродукты.
Оба ограничения планируют ввести 5 февраля 2023 года.
Первое ограничение коснется дизельного топлива и керосина, которые обычно продаются с премией к сырой нефти.
Второе ценовое ограничение на покупку коснется мазута, его обычно продают со скидкой.

## Обход санкций
6 декабря The Guardian сообщил, что число аффилированных с Россией нефтяных танкеров, которые «уходят в тень», чтобы избежать слежки в южной части Тихого океана, за последние месяцы удвоилось, что свидетельствует о развертывании тайных средств для избежания санкций. Как сообщает издание, отключая свои системы слежения в открытом море, корабли могут спокойно перекачивать нефть на танкеры, не имеющие связи с Россией, чтобы избежать обнаружения их экспорта нефти. Согласно анализу перемещений, проведенному морской разведывательной компанией Windward, среднемесячное количество так называемых темных операций и операций между кораблями в южной Атлантике удвоилось в период с сентября по ноябрь по сравнению с предыдущими тремя месяцами.
С начала вторжения России на Украину объёмы продаж российской нефти Индии со скидкой существенно выросли. Увеличение продаж Индией дизельного топлива прямо свидетельствует о том, что страной закупается российская нефть и перерабатывается в дизель, а в дальнейшем продаётся в страны Европейского союза. Формально это не нарушает законодательства, но прямо свидетельствует о неэффективности санкций.
В январе 2023 года агентство Bloomberg со ссылкой на источники сообщило о том, что дешевые российские нефтепродукты смешивают с более дорогими сортами сырья из других стран и затем распространяют по всему миру. Благодаря этому скрывается происхождение нефти и увеличивается прибыль. По данным судоходной компании Vortexa Ltd, в декабре 2022 года сингапурские терминалы приняли в два раза больше российских нефтепродуктов, чем за аналогичный период годом ранее. По мнению источника Bloomberg, нефтепродукты из России подобным образом будут продаваться на рынках Северо-Восточной Азии.
В феврале 2023 года Financial Times сообщило о том, что Москва начала использовать сеть так называемых «кораблей-призраков», до этого помогавших избегать санкций другим государствам. Анализ издания показывает, что на кораблях, относящихся к «флотам-призракам», объемы транспортируемой российской нефти выросли до более чем 9 млн баррелей в январе с 3 млн баррелей в ноябре. За исключением «горстки» больших танкерных операторов, по информации источников FT, остальные игроки рынка готовы принять участие в торговле российской нефтью, ввиду того, что данные операции приносят большую прибыль и ограничения по ним не такие серьезные, как санкции против других государств. Помимо этого, «российские маршруты» обслуживают танкеры, входящие в так называемый «теневой флот» Москвы, который был создан в ходе тайной операции, и сейчас насчитывает порядка 100 кораблей. По подсчетам агентства Bloomberg, транспортировкой российской нефти, в общей сложности, занимается около 600 судов. По информации аналитика Arctic Securities Ларса Бастиана Остеренга, потоки нефти из РФ продолжают перемещаться в тех же объёмах.  
В середине февраля 2023 года Reuters сообщило, что крупнейшие государственные НПЗ Китая PetroChina и Sinopec получили разрешение Пекина на возобновление закупок российской нефти, попавшей под эмбарго ЕС. Это, как информирует издание, поможет резко сократить затраты крупнейшего в мире импортера нефти и повысит прибыль переработки. По данным агентства, PetroChina до конца месяца получит около 1,5 млн баррелей сырой нефти марки Urals для своего НПЗ в Циньчжоу.
Аналитики Energy Aspects также подтвердили начало покупок российской нефти компаниями PetroChina и CNOOC, прогнозируя рост импорта в ближайшие месяцы. По данным экспертов, ежедневные поставки из Россию в Китай могут увеличиться на 500 000 баррелей в день и достичь примерно 2,2 млн баррелей. Этот показатель может увеличиться до 2,5 млн баррелей, если руководство Китая решит импортировать нефть Urals для своих стратегических запасов. Согласно информации Energy Aspects, существенный рост поставок из РФ ожидается  в марте.
Эксперты из Калифорнийского и Колумбийского университетов, а также Института международных финансов выяснили, что после введения ограничения стоимости на российскую нефть она четыре недели продавалась по 74 доллара за баррель. Эта цена приблизительно на четверть выше установленного потолка в 60 долларов. По данным исследователей, нефть из тихоокеанских портов по таким важнейшим направлениям, как, например, Китай поставлялась по еще большей цене — около 82 долларов за баррель. Около половины всех российских морских поставок нефти, согласно отчету, осуществляется «Совкомфлотом» или «теневым флотом» танкеров, поэтому сырье, перевозимое на них, не подпадает под ценовой потолок.
По данным исследования Международного энергетического агентства, за первый месяц, когда средняя цена нефти сорта Urals официально превысила введённый ценовой потолок, — июль 2023 года, РФ на международных рынках реализовала этого сырья на сумму в 15,3 млрд рублей.  При этом средняя цена на российскую нефть выросла до 64,4 рублей. 80% экспорта было направлено в Индию и Китай. The Wall Street Journal заявила, что идея ценового потолка не смогла в полной мере реализоваться из-за отказа Индии присоединяться к ограничениям и теневого флота, созданного для транспортировки российской нефти.
По информации Financial Times, экспортёры российской нефти нашли простой и эффективный способ обхода санкций. Они изначально значительно завышают стоимость транспортировки нефти и сопутствующих услуг. Позже владельцы компаний, осуществляющие перевозку сырья и имеющие связи с РФ, возвращают данные средства обратно в страну. Благодаря этому только за три месяца Россия получила дополнительные 1,2 млрд прибыли.
К концу сентября 2023 года, согласно исследованию The Financial Times, 75 % российского морского экспорта нефти не регулируются ценовым ограничением из-за того, что перевозчики перестали страховать эти грузы на западном рынке. При введении запрета западные страховщики обслуживали порядка 90 % судов, транспортирующих нефть из РФ, к августу 2023 года данный показатель сократился до 26,3 %. Это привело к тому, что в августе доходы РФ от продажи сырья вышли на самый высокий уровень с октября 2022 года и достигли 17,1 млрд долларов. В сентября 2023 года нефть российской марки ESPO продавалась в порту Находка за 87,2 доллара.
По словам эксперта Киевской школы экономики Бена Хильгенштока, учитывая то, как Россия меняет процессы транспортировки своей нефти, будет очень сложно обеспечить дальнейшее эффективное соблюдение ценового потолка в будущем.

## Исключения из санкций
В начале февраля 2023 года Европейская комиссия опубликовала пояснения, по которым ограничения, введенные ЕС на нефтепродукты из РФ, не касаются нефтепродуктов, произведенных из российского сырья за пределами этой страны. В сообщении указано, что эмбарго также не действует при смешивании нефтепродуктов из РФ и сырья из других государств. То есть, продажа подобных нефтепродуктов осуществляется без применения потолка цен, а европейские провайдеры имеют право без ограничений заниматься их страховкой и транспортировкой. Минфин США также заявил о том, что нефтепродукты из РФ, прошедшие переработку в других странах, не будут подпадать под эмбарго.

## Оценки
Международный валютный фонд выпустил заявление, согласно которому ограничение цены на российскую нефть не повлияет на объёмы её экспорта и что российская экономика после падения на 2,2 % в 2022 году вырастет на 0,3 % в 2023 году.